# Suurepoldi
Suurepoldi est une île d'Estonie en mer Baltique.

## Géographie
Elle fait partie du village de Muraja. 